# TIVE
TIVE (oficialmente Tiempo de Vecinos) es un partido político  de Tres de Febrero fundado por Ricardo Tejerina en 2019.

## Historia
Esta agrupación política vecinal surgió por la necesidad de representación de los vecinos del distrito de Tres de Febrero dentro de la política local. Su Asamblea fundacional se llevó a cabo el 21 de septiembre de 2019, eligiendo especialmente este día en alusión al eslogan del partido naciente "Somos Semilla".
En el año 2020, en las vísperas de su primer año electoral, la agrupación comenzó a tejer alianzas con distintas expresiones políticas de índole vecinal de toda la provincia de Buenos Aires de cara a las  elecciones legislativas de 2021
Participó de las PASO legislativas de 2021 dentro de la alianza Unión por Todos, quedando en 7º lugar a nivel local y obteniendo un corte positivo cercano al 20% en relación con los niveles provinciales y nacionales.

## Resultados electorales

### Elecciones
| Año  | Votos  | %      | Concejales | Consejeros Escolares | Notas                                                          | Candidatos |
| ---- | ------ | ------ | ---------- | -------------------- | -------------------------------------------------------------- | --- |
| 2021 | 2.273  | 1,21%  | 0/24       | 0/12                 | Participó con el nombre del partido provincial Unión por Todos | Ver candidatos: Concejales 1. Ricardo Tejerina 2. Paula Gismondi 3. Carlos Oyola 4. Isabel Noya 5. Sebastián Candia 6. Ivana Baldassarri 7. Rodrigo Ramos 8. Elizabeth Vito 9. Guillermo Cuello 10. Valeria Dunjó 11. Matás Muñoz 12. Mercedes Martínez Consejeros Escolares 1. Paola Páez Dávalos |
| 2023 | 33.963 | 16,08% | 0/24       | 0/12                 | Participó en la alianza La Libertad Avanza                     | Intendente: Ricardo Tejerina Ver candidatos: Concejales 3. Carlos Oyola 5. Hector Alvarez Castillo 6. Mercedes Martínez 10. María del Carmen Rossi 12. Elsa Rosales Consejeros Escolares 3. Mónica Vandemortel 4. Lautaro Lin Racioppi                                                             |